# إسماعيل حسن (منافس ألعاب قوى)
إسماعيل حسن هو منافس ألعاب قوى جيبوتي، ولد في 5 ديسمبر 1966.

## وصلات خارجية
- إسماعيل حسن على موقع الاتحاد الدولي لألعاب القوى (الإنجليزية)
- إسماعيل حسن على موقع اللجنة الأولمبية الدولية (الإنجليزية)
- إسماعيل حسن على موقع أوليمبيديا (الإنجليزية)